# 레이디 (음악 그룹)
레이디는 대한민국의 해체된 음악그룹이다. 멤버는 신애, 사하라, 비누, 윤아로 구성되었다. 남성에서 여성으로 전환한 대한민국 최초의 트랜스젠더 그룹이었다.

## 활동
2005년 4월 첫 싱글 음반 〈Attention〉을 발매하며 데뷔하였다. 첫 앨범은 황성재가 작곡한 유로댄스 장르의 타이틀곡 'Attention', 'In Da Club', 'Ladies night' 외 총 8트랙으로 구성되었다. 국내 데뷔와 더불어 일본과 홍콩 등에서도 러브콜에 힘입어 앨범이 전격 발매되었다.
2005년 6월 데뷔 기념으로 찾은 일본의 기자회견에서 닛칸스포츠 기자로부터 "군 면제를 받았느냐"는 질문에 멤버 윤아가 "트랜스젠더여서 면제를 받는다"고 답한 것이 한국에서 기사화되어 군입대 회피에 관한 논란이 일었다. 당시 당시 연천 530GP 사건 등 국군 관련 사건으로 민감해져 있던 시점이었기에, 레이디 측은 이에 대한 해명과 사과 기자회견을 열었다.
이후로도 1년 넘게 활동을 이어갔으나 여전한 군문제 논란과 트렌스젠더라는 제약상 협찬 등의 활동이 어려워, 멤버들의 활동 중단 건의를 소속사 측이 수용하여 2007년 2월 해체하였다.